# لشکر دوم پیاده‌نظام نیروی دریایی (ورماخت)
لشکر دوم پیاده‌نظام نیروی دریایی (آلمانی: 2.Marine-Infanterie-Division) از لشکرهای نیروی دریایی آلمان نازی (کریگسمارینه) بود که در مارس ۱۹۴۵ در شلسویگ-هولشتاین تشکیل شد.این لشکر تا پایان جنگ جهانی دوم در اروپا در ۸ مه ۱۹۴۵ خدمت می‌کرد.

## فرماندهان
- ارنست شویلرن (۱۱ فوریه - ۸ آوریل ۱۹۴۵)
- ورنر گراف فون باسویتس-لفتسوو (۸ آوریل - ۸ مه ۱۹۴۵)